# スティーブ・マクマナマン
スティーヴン・ポール・"スティーヴ"・マクマナマン（Steven Paul "Steve" McManaman, 1972年2月11日 - ）は、イングランド・リヴァプール出身の元イングランド代表サッカー選手。ポジションはMF。

## 経歴
少年時代はエヴァートンFCのファンだったが、1988年にリヴァプールFCのアカデミーに入団し、1990年にプロ契約を結んだ。1990年2月のシェフィールド・ユナイテッドFC戦でデビューし、1991-92シーズンにはFAカップ、1994-95シーズンにはフットボールリーグカップで優勝し、1995-96シーズンにはリーグ戦でアシスト王（25アシスト）になった。1995年11月には対ナイジェリア戦で代表デビュー。翌年のEURO1996にも左サイドハーフとして出場した。イングランドきってのドリブラーで、そのドリブルテクニックは往年の名ドリブラー、スタンリー・マシューズから称賛された。抜群のスタミナも有しており、豊富な運動量でピッチを何度も往復し献身的に守備もこなした。また、ボレーシュートの名手でもある。EURO1996までは代表の中心選手かつ牽引役であったが、監督が交代し、またデヴィッド・ベッカムが頭角を現して代表に呼ばれるようになると、控えに回ることが多くなった。1998年のフランスW杯での出場は20分程度に留まった。リヴァプールFCでの最終シーズンである1998-99シーズンには主将を務めた。
クラブでは、1999-2000シーズンよりリーガ・エスパニョーラのレアル・マドリードへ移籍。4シーズンで2度のUEFAチャンピオンズリーグ優勝や2度のリーグ制覇に貢献した。しかし、ジネディーヌ・ジダン、ロナウドらの加入により次第に出場機会が減少したが、サブとしての仕事をこなし、サンティアゴ・ソラーリと共にスーパーサブとしてチームに貢献した。2003-04シーズンよりマンチェスター・シティへ移籍し、2シーズンプレーした後、現役を引退した。
現役引退後はテレビのコメンテーターとして活動している。2007年に公開されたサッカー映画GOAL!2にはコーチ役で出演した。

## 代表歴

### 出場大会
- イングランド代表
  - 1998 FIFAワールドカップ

### 試合数
- 国際Aマッチ 37試合 3得点（1994年-2001年）[3]

| イングランド代表 | 国際Aマッチ | 国際Aマッチ |
| 年               | 出場        | 得点        |
| ---------------- | ----------- | ----------- |
| 1994             | 1           | 0           |
| 1995             | 6           | 0           |
| 1996             | 9           | 0           |
| 1997             | 3           | 0           |
| 1998             | 3           | 0           |
| 1999             | 4           | 2           |
| 2000             | 5           | 1           |
| 2001             | 6           | 0           |
| 通算             | 37          | 3           |